# For Those About to Rock We Salute You
For Those About to Rock We Salute You er det ottende album fra det australske hårde rock band AC/DC. Albummet blev udgivet i 1981 og var opfølgeren til bandets mest succesfulde udgivelse Back in Black. For Those About to Rock havde solgte 1 million eksemplarer en uge efter udgivelsen. Det var AC/DCs første nummer 1 album i Amerika, og også det først hårde rock album der debuterede som nummer 1 i USA, hvilket åbnede døren for mange hårde rock artister der fulgte det årti.  
Albummet var det tredje og sidste med produceren Robert John "Mutt" Lange.
Albummets navn var inspireret af en bog Angus Young læste med titlen For Those About To Die, We Salute You, som omhandlede de romerske gladiatorer. Gladiatorernes sidste ord til kejseren var "nos morituri te salutamus" – eller "vi som skal dø, hilser dig."

## Spor
- Alle sangene er komponeret af Angus Young, Malcolm Young og Brian Johnson.

1. "For Those About to Rock (We Salute You)" – 5:44
2. "Put the Finger on You" – 3:25
3. "Let's Get It Up" – 3:54
4. "Inject the Venom" – 3:30
5. "Snowballed" – 3:23
6. "Evil Walks" – 4:23
7. "C.O.D." – 3:19
8. "Breaking the Rules" – 4:23
9. "Night of the Long Knives" – 3:25
10. "Spellbound" – 4:39

## Musikere
- Brian Johnson – Vokal
- Angus Young – Lead guitar, bagvokal
- Malcolm Young – Rytme guitar, bagvokal
- Cliff Williams – Bass guitar, bagvokal
- Phil Rudd – Trommer, bagvokal

## Placering på hitliste
Album – Billboard (Nordamerika)
| År   | Hitliste   | Placering |
| ---- | ---------- | --------- |
| 1981 | Pop Albums | 1         |

Singles – UK (Storbritannien)
| År   | Single                                  | Hitliste       | Placering |
| ---- | --------------------------------------- | -------------- | --------- |
| 1981 | "For Those About To Rock We Salute You" | UK Pop Singles | 15        |
| 1981 | "Lets Get It Up"                        | UK Pop Singles | 13        |

## Fodnoter
1. 1 2 3  "AC/DC tidlinje". Arkiveret fra originalen 12. juni 2007. Hentet 4. november 2007.